# Thomas K. Hoffmann
Thomas K. Hoffmann (* 1970 in Ulm) ist ein deutscher Mediziner. Als Lehrstuhlinhaber ist er seit 2013 ärztlicher Direktor der Klinik für Hals-Nasen- und Ohrenheilkunde, Kopf- und Halschirurgie des Universitätsklinikums Ulm.

## Werdegang
Hoffmann studierte Humanmedizin an der Heinrich-Heine-Universität Düsseldorf und London von 1990 bis 1996, promovierte 1997 (In vitro Untersuchungen an Kopf-Hals-Karzinomzellen zur Sensitivität gegenüber Zytostatika, Tamoxifen, und gegen den Epidermalen Wachstumsfaktor-Rezeptor gerichtete monoklonale Antikörper) und arbeitete bis 1998 an der Hals-Nasen-Ohrenklinik der Universität Düsseldorf.
Von 1999 bis 2001 im Rahmen eines Postgraduierten-Stipendiums am University of Pittsburgh Cancer Institute beschäftigt, um von 2001 bis 2009 an der Hals-Nasen-Ohrenklinik der Universität Düsseldorf als Assistent, Fach- und Oberarzt tätig zu werden, wo er sich 2004 habilitierte (Das p53 Onkoprotein als immunologische Zielstruktur bei Plattenepithelkarzinomen des Kopf-Hals-Bereichs). Er führt die Zusatz-Bezeichnungen „Allergologie“, „Plastische und Ästhetische Operationen“ und „Ärztliches Qualitätsmanagement“. Schwerpunkte seiner klinischen und wissenschaftlichen Tätigkeit sind (rekonstruktive) Onkochirurgie, Tumorimmunologie, Immuntherapie, Angioödem, Schädelbasischirurgie und Robotics. Von 2009 bis 2013 war er außerplanmäßiger Professor und stellvertretender Klinikdirektor der Universitäts-Hals-Nasen-Ohrenklinik Essen.
2013 erhielt er Berufungen auf die W3-Professur Hals-Nasen-Ohrenheilkunde der Johannes-Gutenberg-Universität Mainz (abgelehnt) und der Universität Ulm, wo er seit dem 1. April 2013 als Ärztlicher Direktor der Universitätsklinik und Poliklinik für Hals-Nasen- und Ohrenheilkunde, Kopf- und Halschirurgie tätig ist.
Seit 2016 ist er Sprecher des Geschäftsführenden Vorstands des universitären Schädelbasiszentrums Ulm, seit 2017 Vorstandsmitglied der AG Onkologie der Deutschen Gesellschaft für Hals-Nasen-Ohren-Heilkunde, Kopf- und Hals-Chirurgie, seit 2018 Mitglied in der Vertreterversammlung Bezirksärztekammer Südwürttemberg, seit 2019 Senator der Universität Ulm und Mitglied des gewählten Fakultätsrates der Medizinischen Fakultät der Universität Ulm. Hoffmann ist zudem seit 2020 Mitglied des Präsidiums der Dt. Gesellschaft für Hals-Nasen-Ohrenheilkunde, Kopf-Hals-Chirurgie, seit 2021 Vorsitzender der Vereinigung der Lehrstuhlinhaber der Dt. Gesellschaft für Hals-Nasen-Ohrenheilkunde, Kopf-Hals-Chirurgie, Vorstandsmitglied der Gesellschaft für Schädelbasischirurgie, seit 2022 Präsident der Deutschen HNO-Akademie, sowie seit 2024 Vizepräsident der Deutschen Gesellschaft für Hals-Nasen-Ohren-Heilkunde, Kopf- und Hals-Chirurgie (designierter Präsident 2025/2026) und Sprecher der Arbeitsgemeinschaft Hals-Nasen-Ohren-Heilkunde, Mund-Kiefer-Gesichtschirurgische Onkologie.
Thomas K. Hoffmann ist publikatorisch mit über 450 Arbeiten in der U.S. National Library of Medicine (MEDLINE) vertreten.

## Auszeichnungen (Auswahl)
- 2001, AACR-AFLAC, Scholar in Training Award, Am. Ass. Canc. Res., New Orleans
- 2004, Forschungspreis der Dr.-Günther- und Imme-Wille-Stiftung, Düsseldorf
- 2005, Wissenschaftspreis der Stiftung Tumorforschung Kopf-Hals, Wiesbaden
- 2010, Anton-von-Tröltsch-Preis der Dt. Ges. für HNO-Heilkunde, Kopf-Hals-Chirurgie
- 2014, Hans-Joachim-Denecke-Preis der Gesellschaft für Schädelbasischirurgie, Wien
- 2022, Julius-Springer-Preis für Hals-Nasen-Ohrenheilkunde für den besten CME-Fortbildungsbeitrag (Senior)

## Werke (Auswahl)
- In-vitro-Untersuchungen an Kopf-Hals-Karzinomzellen zur Sensitivität gegenüber Zytostatika, Tamoxifen und gegen den Epidermalen Wachstumsfaktor-Rezeptor gerichtete monoklonale Antikörper. Auch: Düsseldorf, Univ., Diss. 1996 (d-nb.info).
- Das P53-Onkoprotein als immunologische Zielstruktur bei Plattenepithelkarzinomen des Kopf-Hals-Bereichs. Auch: Düsseldorf, Univ., Habil.-Schr. 2004, urn:nbn:de:hbz:061-20041004-000947-1 (uni-duesseldorf.de).
- mit J Greve, S Laban, P J Schuler: Treatment of patients with head and neck cancer during the COVID-19 pandemic. In: HNO. Band 69, Nr. 1, Januar 2021, S. 14–16, doi:10.1007/s00106-020-00967-1.
- Total Laryngectomy-Still Cutting-Edge? In: Cancers (Basel). Band 13, Nr. 6, 19. März 2021, S. 1405, doi:10.3390/cancers13061405 (englisch).
- Oncologic treatment concepts for head and neck cancer : The most relevant results from the 2021 ASCO and ESMO cancer congresses. In: HNO. Band 70, Nr. 4, April 2022, S. 249–251, doi:10.1007/s00106-022-01153-1.
- The ORATOR trials-an update : Primary surgery or radiotherapy for HPV-associated oropharyngeal cancer. In: HNO. Band 70, Nr. 8, August 2022, S. 579–580, doi:10.1007/s00106-022-01195-5.